# Hradišťko (ort i Tjeckien, lat 50,17, long 14,94)
Hradišťko är en ort i Tjeckien.   Den ligger i regionen Mellersta Böhmen, i den centrala delen av landet, 40 km öster om huvudstaden Prag. Hradišťko ligger 181 meter över havet och antalet invånare är 422.
Terrängen runt Hradišťko är platt. Runt Hradišťko är det ganska tätbefolkat, med 58 invånare per kvadratkilometer. Närmaste större samhälle är Brandýs nad Labem-Stará Boleslav, 19,5 km väster om Hradišťko. Trakten runt Hradišťko består till största delen av jordbruksmark.